# Meinl Percussion
Meinl Percussion (forkortes ofte til Meinl) er et tysk slagtøjsfirma og er blandt verdens største producenter af bækkener og andre percussion instrumenter.